# 佐祖林齊 (扎列希基區)
48°35′37″N 25°55′18″E / 48.59361°N 25.92167°E
佐祖林齊（烏克蘭語：Зозулинці），是烏克蘭的村落，位於該國西部捷爾諾波爾州，由喬爾特基夫區負責管轄，始建於1532年，面積17.5平方公里，2001年人口1,141，人口密度每平方公里65.1人。